# دانيال جاي ميرفي
دانيال جاي ميرفي (بالإنجليزية: Daniel J. Murphy)‏ هو ضابط أمريكي، ولد في 24 مارس 1922 في بروكلين في الولايات المتحدة، وتوفي في 21 سبتمبر 2001 في روكفيل في الولايات المتحدة.